# Silvija Erdelji
Silvija Erdelji (Servisch: Силвија Ердељи, Senta, Joegoslavië, 28 mei 1979) is een Servisch voormalig professioneel tafeltennisster die uitkwam voor Servië en Montenegro.
Zij nam namens Servië en Montenegro deel aan de Olympische Zomerspelen 2004 maar won daar geen medailles.

## Belangrijkste resultaten
- Brons in het enkelspel op de Europese kampioenschappen 2003.
- Brons in het vrouwen dubbelspel op de Europese kampioenschappen 2003 met Anamaria Erdelji.